# 鳾短腺吸虫
鳾短腺吸虫（学名：Brachylecithum sittae）为双腔科短腺属的动物。在中国大陆，分布于吉林长春等地，营寄生生活。该物种的模式产地在吉林长春。